# Karbonizace textilií
Karbonizace textilií je proces, s jehož pomocí se odstraňují z vlny nečistoty rostlinného původu jako stébla rostlin, listy, tráva apod. Karbonizovat je možné za mokra i za sucha.

## Technologický postup

### Karbonizace za mokra
- Textilie se napouští 15–30 minut při teplotě 90–110 °C kyselinou sírovou, chlorovodíkovou nebo síranem amonným
- Větší část tekutiny se vymačkává, příp. odstřeďuje centrifugou nebo odsává
- Předsoušení při 60–70 °C
- Vlastní karbonizace 3–10 minut při 90–140 °C
- Celulóza rostlinných příměsí se karbonizací (zuhelnatěním) změnila na hydrocelulózu, pevné součásti se drtí a vyklepávají
- Oplachování, neutralizace (nejčastěji uhličitanem sodným) a sušení

Karbonizace rozpouštědly:
Materiál se napouští tetrachlorethylenem, následuje impregnace zředěnou kyselinou sírovou a karbonizace. Neutralizace se nemusí provádět, protože materiál má obsahovat jen minimální zbytek kyseliny.

### Karbonizace za sucha
Méně používaný způsob karbonizace párou chlorovodíku z kyseliny chlorovodíkové při teplotě do 95 °C. Karbonizuje se v rotujícím bubnu, ve kterém pára prochází textilií.

## Použití karbonizace
V dřívějších letech se karbonizovala (za sucha) většina jemnovlákenných a zčásti i hrubších vln ve vločce, česance a trhaná vlna. U těchto materiálů se však od karbonizace stále více upouští, takže koncem minulého století se chemicky čistilo méně než 10 % vln před spřádáním (odhad: ročně 100 000 tun).
U tkanin se karbonizace provádí nejčastěji v plné šíři, možné je však i zpracování v provazci. Strojní zařízení odpovídající (shora popsanému) technologickému postupu bývá obvykle seřazeno do kontinuální linky. (Podle některých odborníků se v posledních letech osvědčil postup s přerušeným zpracováním mezi předsoušením a vlastní karbonizací).
Karbonizace se zpravidla zařazuje jako předúprava k barvení nebo valchování tkanin, známé je však i karbonizování obarvených textilií.
Karbonizací ztrácí textilní materiál určitou část pevnosti a i drobné odchylky od předepsaného postupu práce způsobují chyby ve vybarvení a jiné vady ve zboží.